# Klausgalvų apylinkės
Klausgalvų apylinkės este o arie protejată (sit de importanță comunitară — SCI) din Lituania întinsă pe o suprafață de 28,6 ha, integral pe uscat.

## Localizare
Centrul sitului Klausgalvų apylinkės este situat la coordonatele 56°00′58″N 21°31′33″E / 56.0162°N 21.5258°E.

## Înființare
Situl Klausgalvų apylinkės a fost declarat sit de importanță comunitară în noiembrie 2021 pentru a proteja un număr necunoscut de specii din flora spontană și fauna sălbatică aflate în arealul zonei.

## Biodiversitate
Situată în ecoregiunea boreală, aria protejată conține 1 habitat natural: Pajiști fino-scandinave uscate până la mezice, bogate în specii de altitudine mică.
La baza desemnării sitului se află un număr nedeclarat de specii protejate.